# Sommer-OL 1984
Sommer-OL i 1984 i Los Angeles blev ligesom Sommer-OL i Moskva fire år tidligere ramt af en massiv boykot. Denne gang var det Sovjetunionen og de øvrige østblok-lande (med undtagelse af Rumænien og Jugoslavien), der boykottede legene på grund af deres utilfredshed med sikkerheden.
Carl Lewis var legenes store medaljesluger. Han tangerede Jesse Owens' rekord fra 1936 i Berlin ved at vinde fire guldmedaljer i hhv. 100 m, 200 m, 4 x 100 m-stafet og længdespring.
Storbritanniens Sebastian Coe forsvarede sin 1500 m-guldmedalje, og synkronsvømning kom på programmet for første gang.
Fodboldbanen bød velkommen til professionelle spillere – et signal fra IOC om, at tingene var ved at ændre sig, og at man var nødt til at følge med i idrættens udvikling.
Det skønnes, at 5,7 millioner tilskuere besøgte legene.
Der var ingen guldmedaljer til Danmark i Los Angeles.

## Danske deltagere
- 54 mænd
- 11 kvinder

## Danske medaljer i Los Angeles 1984
Guld: 0
Sølv: 3
- Ole Riber Rasmussen, (Skeetskydning)
- Henning Lynge Jakobsen, (Kano, 500m)
- Anne Grethe Tørnblad-Jensen, (dressurridning)

Bronze: 3
- Henning Lynge Jakobsen, (Kano, 1000m)
- Michael Jessen, Lars Nielsen, Per Rasmussen og Erik Christiansen, (Firer uden styrmand)
- Hanne Mandsfeldt Eriksen, Birgitte Hanel, Inger Charlotte Koefoed, Bodil Steen Rasmussen og Jette Hejli Sørensen, (dobbelt-firer med styrmand)